# 鍾士元
鍾士元爵士，大紫荊勳賢，GBE，JP（1917年11月3日—2018年11月14日），廣東佛山市南海區人氏，外號大Sir，是香港政治人物，香港主權移交後首任行政會議召集人。

## 生平
祖籍廣東南海，自從1990年代起，鄧蓮如勳爵退休定居英國後，鍾士元一直都是香港政壇的第一號人物，1984年中英談判香港前途其間曾被中共批評為「孤臣孽子」。曾任行政立法兩局首席非官守議員，直到末任香港總督彭定康上台為止。回歸後，他再度得到香港特首董建華的倚重。香港主權移交後任行政會議召集人。
多年來，他曾擔任載通國際有限公司，九龍巴士（一九三三）有限公司及龍運巴士有限公司非執行董事及董事會主席、中電控股有限公司董事、新鴻基地產發展有限公司董事、會德豐有限公司董事、香港科技大學副校監、香港工業總會及生產力促進局主席、香港工程師學會及工程科學院會長。他曾負責籌辦香港理工學院（現香港理工大學）、城市理工學院（現香港城市大學）、香港科技大學三間高等學府。香港理工大學有以他命名的「鍾士元樓」。
他是醫院管理局的首任主席，對改革香港公共醫療服務貢獻良多。

## 年表
1917年11月3日，鍾士元出生於一個香港中產階級家庭。他早年在英皇書院和聖保羅書院 肄業（後者就讀時間為1933年至1936年）。 1936年9月，他考入上海聖約翰大學土木工程學院，但由於「淞滬事變」爆發，他被迫中斷學業。
1941年，鍾士元以一級榮譽畢業於香港大學，取得機械工程學學士學位，並曾入住於馬禮遜堂。 畢業後，他進入黃埔船塢，成為該企業中僅有的兩位華人 工程師之一。  1942年，他與張蓉馨在江西結婚。1948年，他考取英國 謝菲爾德大學獎學金，前往英國深造。1951年，他取得謝菲爾德大學工程博士學位，之後返回香港，先後在美資工廠永備製造廠擔任工程師，並於1952年創辦了“鍾士元顧問工程師事務所”。  1956年，他與朋友合資興辦了“崇佳實業公司”，並擔任該公司董事局主席。
鍾士元於1960年開始積極參與香港的公職服務。他曾擔任香港輻射委員會委員、民航事務委員會委員、工商業諮詢委員會委員、電話服務諮詢委員會委員、貿易發展局委員、生產力促進局副主席、主席、工業總會主席、公制度量衡委員會主席、產品設計委員會主席、經濟探討委員會委員、工業總會永遠名譽會長等職。同年，他取得了哈佛大學高級管理課程證書。
1965年，鍾士元被委任為香港立法局非官守議員，他曾預見到紅隧四線行車隧道很快會飽和，並提出紅隧六線方案，但未獲採納。 1972年，他被委任為香港行政局議員，躋身港府最高決策諮詢機構。1974年，他出任立法局首席非官守議員。
1977年，鍾士元的夫人張蓉馨心臟病突發，逝世於新界屯門龍珠島。1978年，鍾士元被封為爵士。1979年，他成為英國皇家工程學院院士。  1980年，他出任行政局首席非官守議員，成為當時香港政壇最高職位的華人。在1980年至1988年間，他先後出任香港公務員薪俸及服務條件常務委員會主席、兩局議員辦事處投訴廉政公署委員會主席、港日經濟合作委員會主席、港美經濟合作委員會主席、城市理工學院校董會創校主席、職業安全及衛生協會名譽會長等職。
1984年6月下旬，鍾士元訪問北京，被中國共產黨中央顧問委員會主任鄧小平接見。1988年，鍾士元以71歲之齡退休。退休後，他仍出任醫院管理局主席及香港科技大學校董會主席。
1989年，鍾士元獲頒授大英帝國勳章中最高榮譽的爵級大十字勳章。1992年，他被聘為港事顧問。1993年，他被聘為香港特別行政區籌備委員會預備工作委員會委員，並於1994年出任預委會經濟專題小組新機場分組召集人。1995年，他被聘為香港特別行政區籌備委員會委員。
1997年1月24日，香港特區首任行政長官董建華公佈了特區第一屆行政會議成員名單，鍾士元名列首席非官守成員，並將在7月1日後成為行政會議的召集人。同年7月1日，他獲頒授香港授勳制度中最高榮譽的大紫荊勳章。
鍾士元於1999年正式退休，由梁振英接替。2018年11月14日，鍾士元於香港聖德肋撒醫院逝世，享嵩壽101歲。

## 軼事
前任國務院港澳辦主任鲁平在2007年回忆，1997年香港回歸“当时彩排时，行政会议成员的宣誓是钟士元带头的，他读誓词时，我的眼泪都笑出来了，大家都笑得肚子疼，他的普通话实在不行，我说你要赶快练练普通话，后来好不容易勉强过了关，因为事先大家都有了心理准备，所以在正式的宣誓仪式上，大家都忍住了，没有笑出来。”

## 榮譽

### 勳銜
- 非官守太平紳士（1964）
- 英帝國官佐勳章（O.B.E.）（1968）
- 英帝國司令勳章（C.B.E.）（1975）
- 下級勳位爵士（K.t.）（1978）
- 英帝國爵級大十字勳章（G.B.E.）（1989）
- 大紫荊勳章（1997）

### 榮譽博士
- 香港大學名譽科學博士（1976）
- 香港中文大學榮譽法學博士（1983）
- 謝菲爾德大學名譽法學博士（1985）
- 香港理工學院榮譽工程學博士（1989）
- 香港城市理工學院榮譽工商管理博士（1989）

### 院士
- 香港工程師學會名譽資深會員（HonFHKIE）（1976年）
- 英國皇家工程院院士（FREng）（1983年）
- 英國機械工程師學會名譽院士（HonFIMechE）（1983年）
- 香港工程科學院院士（FHKEng）（1994年）

## 回憶錄
- 《香港回歸歷程：鍾士元回憶錄》，鍾士元，中文大學出版社，2001年，ISBN 9629960192

## 外部連結
- 政商猛人雲集 挺唐領導香港 （页面存档备份，存于）
- 朱幼麟. . 壹週刊. 2018年11月15日  [2018年11月19日]. （原始内容存档于2018年11月19日）. 鍾士元是一個傑出的，有誠信、有水平的政治家及香港人。英國人同這些人的關係是一種有建設性的互動關係，他們絕對不會重用、拍馬屁、啦啦隊式的投機人物。